# Пра да Ђера (Комо)
Пра да Ђера је насеље у Италији у округу Комо, региону Ломбардија.
Према процени из 2011. у насељу је живело 23 становника. Насеље се налази на надморској висини од 392 м.